# Szövetségi Gyűlés (Oroszország)
A Szövetségi Gyűlés (másként Föderációs Gyűlés, oroszul: Федеральное Cобрание) az Oroszországi Föderáció 1993-ban elfogadott Alkotmánya értelmében az ország parlamentje, legfelső törvényhozó szerve.
A parlament két kamarából áll: alsóháza az Állami Duma, felsőháza pedig a Szövetségi Tanács (vagy Föderációs Tanács), mindkettő székhelye Moszkvában van.
Az alsó- és a felsőház együttes ülést is tarthat az Oroszországi Föderáció Elnöke és az Alkotmánybíróság Elnöke üzenetének, illetve külföldi állami vezetők beszédének meghallgatása alkalmából.